# Quest for Glory
『Quest for Glory』 (クエストフォーグローリー) は、シエラ・オンラインによって開発されたアドベンチャー RPGコンピューターゲームシリーズである。一般的に「QFG」と呼ばれる。すべての5ゲームはCorey ColeとLori Ann Coleがデザインした。

## シリーズ

### Quest for Glory 1
第1作『Quest for Glory I: So You Want To Be A Hero』は16色EGAゲームで、1989年にMS-DOSやAmiga用に発売された。一般的に「QFG1」と呼ばれる。原題は『Hero's Quest』（ヒーロークエスト）だが、同名のボードゲームが存在したため、『Quest for Glory』というタイトルになった。ゲームはドイツ神話に基づいている。1992年に256色VGAに対応したリメイクが発売された。

### Quest for Glory 2
1990年に発売された続編『Quest for Glory II: Trial By Fire』（トライアルバイファイヤー）はMS-DOSやAmiga用16色EGAゲーム。一般的に「QFG2」と呼ばれる。千夜一夜物語に基づいている。第1作のエンドゲームから、ヒーローは魔法カーペットでShapier（シャピアー）の砂漠の町に行っている。ShapierはElementals（エリメントル）という魔法の四大元素で脅かされる。ヒーローはElementalsを倒さなければならない。

### Quest for Glory 3
『Quest for Glory III: Wages of War』（ウェイジ・オブ・ウォー）は1992年に発売された。MS-DOS用256色VGAゲーム。一般的に「QFG3」と呼ばれる。エジプトやアフリカの神話に基づいている。ヒーローはShapierで会った友達のRakeesh（ラキーシ）と一緒にTarna（ターナ）という町へ行って、戦争や鬼を止めなければならない。

### Quest for Glory 4
1994年に発売された『Quest for Glory IV: Shadows of Darkness』（シャドー・オブ・ダークネス）はスラヴ神話に基づいている暗いゲーム。MS-DOS用256色VGAゲーム。一般的に「QFG4」と呼ばれる。「QFG3」のエンドゲームから、ヒーローは暗い魔法でMordavia（モーダービア）という古い町に輸送された。ここは吸血鬼がDark One（ダークワン）悪魔を召し出そうとしている。9枚のフロッピーディスクでリリースされたが、後でCD-ROMバージョンが発売された。

### Quest for Glory 5
1998年に発売された最後の作品『Quest for Glory V: Dragon Fire』（ドラゴンファイヤー）は、WindowsとMacintosh用3D のCD-ROMゲーム。一般的に「QFG5」と呼ばれる。ギリシア神話に基づいている。音楽はアカデミー賞受賞者Chance Thomas（チャンス・トーマス）が作った。